# Amets Txurruka
Amets Txurruka Ansola, född den 10 november 1982 i Etxebarria, är en baskisk professionell tävlingscyklist. Han blev professionell 2006 med Barloworld, men flyttade sedan över till det baskiska UCI ProTour-stallet Euskaltel-Euskadi år 2007. Amets Txurruka bor i Vizcaya.
Amets Txurruka gjorde Tour de France-debut 2007 och han blev utsedd till den offensivaste cyklisten under tävlingen. Han slutade också trea i tävlingens ungdomstävling.
Under säsongen 2008 slutade han trea i bergstävlingen under Baskien runt efter landsmannen Egoi Martínez de Esteban och italienaren Morris Possoni.
I mars 2009 blev Amets Txurruka tvåa på bergsmästartävlingen i Vuelta Ciclista a la Región de Murcia bakom den vitryska cyklisten Kanstantsin Siŭtsoŭ. Txurruka slutade på sjätte plats på Vuelta Ciclista a la Rioja bakom David García, Angel Vicioso, Manuel Vazquez, Oscar Sevilla och David Arroyo. På etapp 5 av Vuelta Ciclista Asturias slutade spanjoren på fjärde plats. I Tour de Luxembourgs slutställning tog spanjoren tionde platsen. Under Tour de France 2009 var Amets Txurruka attackvillig och på etapp 13 av det franska etapploppet slutade Txurruka tvåa bakom Heinrich Haussler.
Under sin karriär har Amets Txurruka ännu inte vunnit några tävlingar.

## Privatliv
Amets Txurrukas yngre syster Lore Txurruka Ansola är också cyklist och deltog bland annat i juniorvärldsmästerskapen för damer 2002 i Zolder.

## Meriter
2007
etapp 12, offensivaste cyklisten, Tour de France 2007
offensivaste cyklisten, Tour de France 2007
3:a, ungdomstävlingen, Tour de France 2007
2008
3:a, bergstävlingen, Baskien runt
2009
2:a, bergstävlingen, Vuelta Ciclista a la Región de Murcia
2:a, etapp 13, Tour de France 2009

## Stall
- 2006 Barloworld
- 2007- Euskaltel-Euskadi